# Tom il gatto
Tom il gatto (Tom Cat) è un personaggio immaginario protagonista insieme a Jerry il topo della serie animata Tom & Jerry. Creato da William Hanna e Joseph Barbera, è un gatto domestico antropomorfo esordito in un cortometraggio del 1940, Casa dolce casa, dove viene chiamato "Jasper" nell'edizione originale del primo episodio, ma, già dal corto successivo, Lo spuntino di mezzanotte, è identificato come "Tom" o "Thomas".

## Caratterizzazione del personaggio
Il suo nome completo "Tom Cat" si basa su "tomcat", un'espressione che si riferisce ai gatti maschi. Parla raramente tranne che nel lungometraggio Tom & Jerry - Il film, in cui ha dialoghi regolari. I suoi unici suoni vocali sono le urla che emette ogni volta che è soggetto a dolore o panico. Insegue continuamente Jerry Mouse, per il quale prepara trappole, molte delle quali gli si ritorcono contro. Tuttavia, Tom viene visto andare d'accordo con Jerry a volte. Ogni volta che dà la caccia al topo, rompe qualcosa, come se fosse in un campo di battaglia, e per questo viene sempre ripreso aspramente dalla padrona di casa, con la minaccia di essere sbattuto fuori.
Il personaggio ha subito negli anni una evoluzione; al suo debutto era un normale gatto ma, nel corso degli anni (a partire dal corto Cane uguale guai) è diventato quasi completamente bipede e ha un'intelligenza umana. Come personaggio dei cartoni animati slapstick, ha un livello sovrumano di elasticità. Quando litiga con Jerry, Tom è quasi sempre sconfitto dal topo alla fine, anche se ci sono alcuni episodi in cui lui mette nel sacco e sconfigge Jerry.
Insieme a Jerry appare nel film a tecnica mista (personaggi animati che interagiscono con attori reali) Due marinai e una ragazza (Canta che ti passa) del 1945, dove Tom appare brevemente come maggiordomo per Jerry che ha una sequenza di danza con Gene Kelly; i due personaggi appaiono anche in Nebbia sulla Manica (1953), dove, in una sequenza onirica, la protagonista Katie Higgins (Esther Williams) fa un balletto subacqueo con Tom e Jerry.

## Trasposizioni in altri media
Il personaggio, in coppia con Jerry Mouse, è stato protagonista di varie serie a fumetti prodotte negli Stati Uniti d'America dalla Dell e dalla Western Publishing. Dagli anni cinquanta agli anni novanta vennero pubblicate anche in Italia da diversi editori.

## Doppiatori

### Originali
- Harry E. Lang: effetti vocali dal 1940 al 1953 e dialoghi in Jerry nei guai, Amico a ore e Il topo esplosivo
- William Hanna: effetti vocali dal 1941 al 1958 e dialoghi in Un topo solitario, L'abito fa il monaco, Un gatto da un milione di dollari, Cena per due, Silenzio, prego! e Lo sterminatore di topi
- Jerry Mann: dialoghi in L'abito fa il monaco e Solid Serenade[5]
- Billy Bletcher: dialoghi ne La guardia del corpo ed effetti vocali in Jerry e il leone
- Buck Woods: canto in Solid Serenade
- Frank Graham: dialoghi in Solid Serenade
- Daws Butler: dialoghi ne Il gatto incastrato e Mucho topo
- Allen Swift: effetti vocali nel 1961 e 1962
- Mel Blanc: effetti vocali dal 1963 al 1967
- Terence Monk: canto ne Il gatto sopra e il topo sotto e Tom e il doppio-gatto
- John Stephenson in The Tom & Jerry Show
- Lou Scheimer in Tom & Jerry Comedy Show
- Frank Welker in Tom & Jerry Kids
- Richard Kind in Tom & Jerry - Il film
- Alan Marriott in Tom & Jerry in Per un pugno di pelo
- Jeff Bennett in Tom & Jerry e l'anello incantato
- Marc Silk in Tom & Jerry in Guerra all'ultimo baffo
- Bill Kopp in Tom & Jerry: Rotta su Marte e Tom & Jerry: Fast & Furry
- Spike Brandt ne L'arte del karate, Tom & Jerry e la favola dello schiaccianoci, Tom & Jerry e Robin Hood, Tom & Jerry: Avventure giganti, Tom & Jerry: Il drago perduto, Tom & Jerry: Operazione spionaggio e Tom & Jerry: Willy Wonka e la fabbrica di cioccolato
- Don Brown in Tom & Jerry Tales
- Billy West in Tom & Jerry incontrano Sherlock Holmes, Tom & Jerry e il mago di Oz e Tom & Jerry - Di nuovo a Oz

### Italiani
- Franco Latini dal 1978 al 1991
- Massimo Milazzo in Tom & Jerry Tales
- Francesco Vairano in Tom & Jerry - Il film
- Roberto Stocchi in Silenzio, prego!
- Pietro Ubaldi in Mucho topo (ridoppiaggio anni 90')